# Simira hexandra
Simira hexandra là một loài thực vật có hoa trong họ Thiến thảo. Loài này được (S.Moore) Steyerm. miêu tả khoa học đầu tiên năm 1972.